# Флавий Евтолмий Тациан
Флавий Евтолмий Тациан (на латински: Flavius Eutolmius Tatianus; на средногръцки: Φλάουιος Εὐτόλμιος Τατιανὸς) е политик на Римската империя през 4 век.

## Произход и кариера
Фамилията му Евтолмии произлиза от Сирия в Сидима. Син е на Антоний Тациан, управител (praeses) на Кария (360 – 364 г.).
Тациан първо е чиновник при баща си и през 357 г. става адвокат. След това той е помощник (assessor) при един управител, един викарий, един проконсул и при двама префекти. По-късно става управител на Thebais в Египет. От 367 до 370 г. е praefectus Augustalis. Между 370 и 374 г. той управлява в personalunion провинция Сирия заедно с диоцеза Oriens. От 374 до 380 г. той е comes sacrarum largitionum в централното финансово управление и една година при Теодосий I. След това се оттегля за осем години в Ликия.
Император Теодосий I го назначава като преториански префект на Изтока (388 – 392 г.). През 391 г. Тациан е консул заедно с Квинт Аврелий Симах. По-късно Тациан е изпратен в изгнание.